# Dendropanax nutans
Dendropanax nutans är en araliaväxtart som först beskrevs av Olof Peter Swartz, och fick sitt nu gällande namn av Joseph Decaisne och Jules Émile Planchon. Dendropanax nutans ingår i släktet Dendropanax och familjen Araliaceae.

## Underarter
Arten delas in i följande underarter:
- D. n. nutans
- D. n. obtusifolius